# Рвензуруру

Флаг Рвензуруру

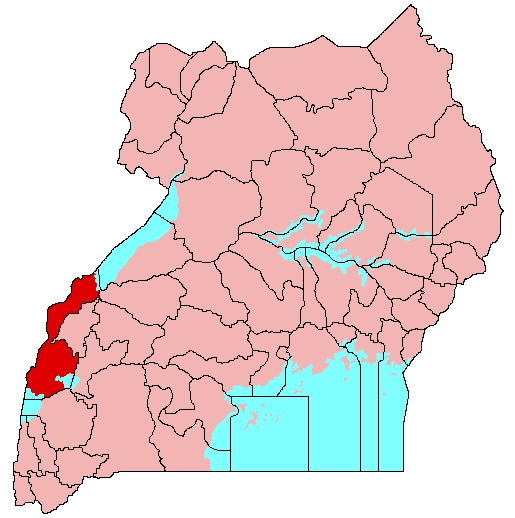
Рвензуруру обозначено красным цветом на карте Уганды

Рвензуруру — историческое субнациональное королевство в западной части Уганды, расположенное в горах Рувензори на границе с Демократической Республикой Конго. Включает в себя районы Бундибугио, Касесе и Нтороко.
Население по разным оценкам составляет около 300 000 человек.
Рвензуруру — также название, данное региону, в котором находится королевство.
13 февраля 1963 г. народ баконго-баамба, проживающий в горах Рувензори объявил о независимости от королевства Торо, африканского государства, существовавшего с конца XIX века по 1967 года. Территория Торо позднее вошла в состав Уганды. Королём стал Исайя Мукирания.
Власти Торо в 1963—1964 гг. приняли меры по подавлению сепаратистского движения. Солдаты Торо, стремившиеся контролировать горные долины, убили многих жителей Конджо и Амбы. Угандийская армия также вмешалась в борьбу против сепаратистов и нанесла такой значительный ущерб Рвензуруру, что движение вскоре было подавлено.
После падения режима Иди Амина в 1979 году, Рвензуруру постепенно восстановилось. Положительную роль в этом сыграла и Угандийско-танзанийская война, так как правительственные войска были заняты этим вооружённым конфликтом. Активисты Рвензуруру разграбили склады оружия и запасов, оставленных угандийскими войсками. После этого, хорошо вооруженные, они снова с 1979 по 1982 год смогли создать серьёзную угрозу для центральных властей.
15 августа 1982 г. правительство Уганды под руководством Милтона Оботе, всё же заставило короля Рвензуруру сложить с себя полномочия и отказаться от декларации о независимости в обмен на высокую степень местной автономии и многие льготы старейшинам.
В марте 1994 г. власти Рвензуруру вновь подняли вопрос о легитимности власти над собой короля Торо, и 19 октября 2009 года президент Уганды Йовери Кагута Мусевени вернул традиционную форму правления — конституционную монархию Рвензуруру. Монархом стал Чарльз Уэсли Мумбере Кибанзанга II Ирема-Нгома I, вернувшийся на историческую родину американский санитар.
Президент Республики Уганда Йовери Кагута Мусевени заявил тогда о восстановлении на территории своего государства Королевства Рвензуруру и признания со стороны угандийского Кабинета Министров его статуса культурной институции народов баконджо и баамба, живущих в труднодоступных горных районах Уганды. Таким образом, о территориальном суверенитете речь не шла. Старейшины воинственного народа баконго заявили, что они требуют восстановления королевства для сохранения своих культурных традиций и природного наследия.
19 октября 2009 года в Касесе состоялась коронация короля Рвензуруру Чарльза Уэсли Мумбере Ирема-Нгома и его супруги королевы Агнес.
В церемонии, свидетелями которой стали более 60 тысяч человек, приняли участие многочисленных почётные гости, среди которых было высшее руководство Уганды, представители других королевств государства и соседних стран. Президент Уганды Йовери Кагута Мусевени поздравил народ Рвензуруру с этим торжественным днём и пообещал помочь королю в строительство официальной резиденции. Мусевени разрешил восстановить традиционные королевства внутри страны, запрещённые его предшественником в 1967 году. Одним из условий этого стал отказ монарха от активного участия в политической жизни страны.
В феврале 2008 года в стране закончилась кровопролитная гражданская война, которая продолжалась 20 лет.
В настоящее время пять королевств Уганды (Буганда, Торо, Буньоро, Бусога, Рвензуруру) представляют собой параллельную административную систему, распространяющуюся на южные и центральные территории Уганды, населенные народами банту. Королевства имеют права культурных автономий.